# Universiteit van Boston
De Universiteit van Boston (Engels: Boston University) is een universiteit in Boston in de Amerikaanse staat Massachusetts. De universiteit is met circa 7.400 medewerkers een van de belangrijkste werkgevers van de stad, en telt meer dan 30.000 studenten, waarmee het de op drie na grootste private universiteit van de Verenigde Staten is.
De Universiteit van Boston werd opgericht als methodistische onderwijsinstelling in 1839 in Newbury in de staat Vermont. In 1847 werd de instelling verplaatst naar Concord in New Hampshire, alvorens men zich in 1867 op de huidige locatie in Boston vestigde.

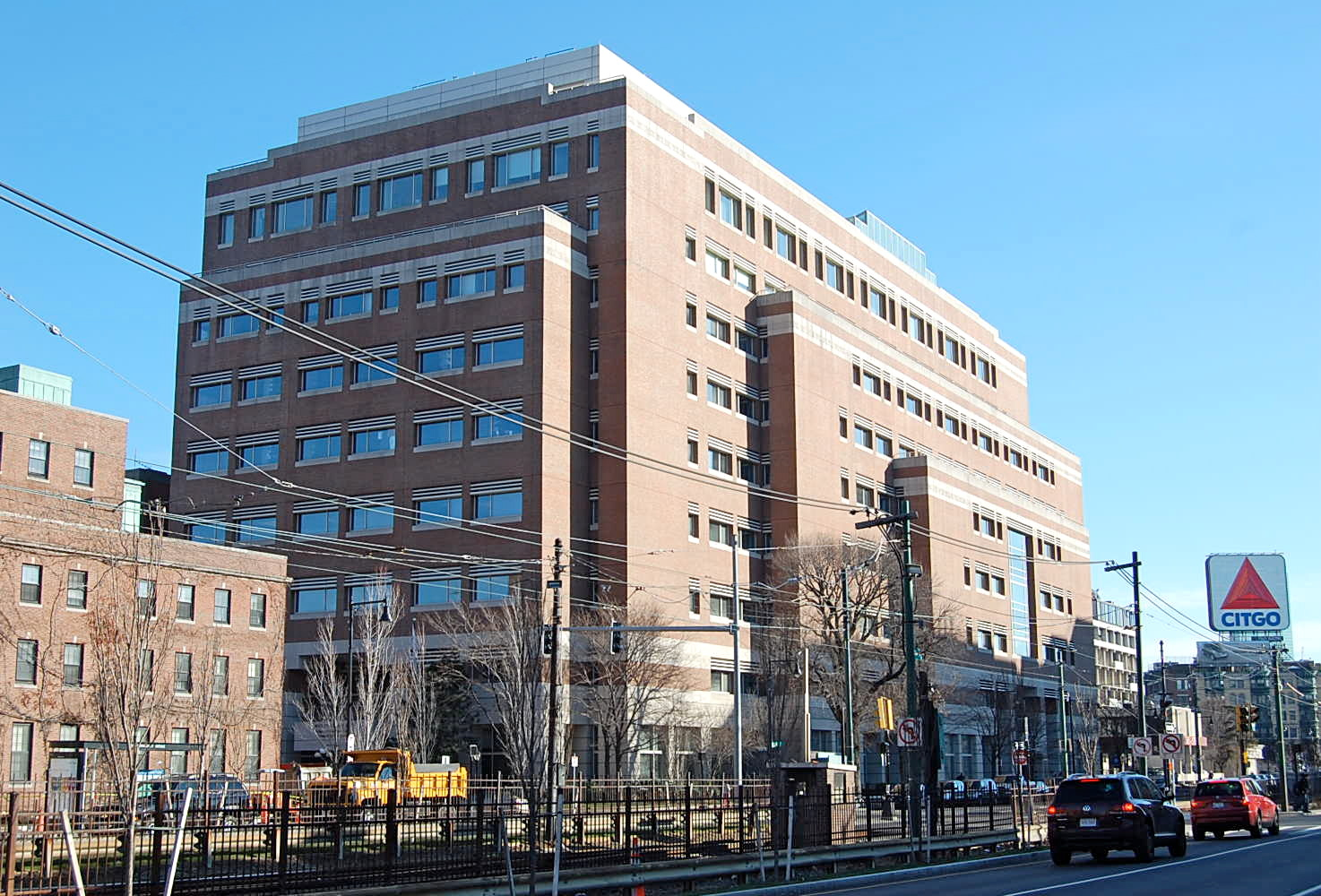
Gebouw van de School of Management

De belangrijkste campus bevindt zich aan de oevers van de Charles tussen de wijken Fenway / Kenmore en Allston; de medische campus ligt in de wijk South End. Er zijn achttien faculteiten. Voorts beschikt de universiteit over een eigen theater en een universiteitsbibliotheek met een zeer grote collectie. De Universiteit van Boston heeft een overzeese vestiging in Rome, de Boston University Rome.  De vestiging in Brussel sloot haar deuren in 2014.
De sportteams van de Universiteit van Boston heten de Boston University Terriers. De universiteit is vertegenwoordigd in de America East Conference, een sportcompetitie van negen universiteiten uit het noordoosten van de Verenigde Staten.
Anno 2010 heeft de Universiteit van Boston zes Nobelprijs-winnaars en 22 Pulitzerprijs-winnaars onder zijn alumni, onder wie Martin Luther King.